# Volcanalia modesta
Volcanalia modesta är en insektsart som beskrevs av William Lucas Distant 1917. Volcanalia modesta ingår i släktet Volcanalia och familjen kilstritar.
Artens utbredningsområde är Seychellerna. Inga underarter finns listade i Catalogue of Life.